# U-132
Unterseeboot 132 foi um submarino alemão do Tipo VIIC, pertencente a Kriegsmarine que atuou durante a Segunda Guerra Mundial.

## Comandantes
| Comandante             | Data                                       |
| ---------------------- | ------------------------------------------ |
| Kptlt. Ernst Vogelsang | 29 de maio de 1941 - 4 de novembro de 1942 |

## Subordinação
Durante o seu tempo de serviço, esteve subordinado às seguintes flotilhas:
| Período                                       | Flotilha                                  |
| --------------------------------------------- | ----------------------------------------- |
| 29 de maio de 1941 - 31 de agosto de 1941     | 3. Unterseebootsflottille (treinamento)   |
| 1 de setembro de 1941 - 4 de novembro de 1942 | 3. Unterseebootsflottille (serviço ativo) |

## Operações conjuntas de ataque
O U-132 participou das seguinte operações de ataque combinado durante a sua carreira:
- Rudeltaktik Endrass (12 de junho de 1942 - 17 de junho de 1942)
- Rudeltaktik Panther (13 de outubro de 1942 - 19 de outubro de 1942)
- Rudeltaktik Veilchen (20 de outubro de 1942 - 3 de novembro de 1942)